# Darfur (album)
 For alternative betydninger, se Darfur (flertydig). (Se også artikler, som begynder med Darfur)
Darfur er et album fra 2008 af det danske jazzband, Kamikaze. Albummet er udgivet på indieselskabet Reverse Records.

## Skæringer
- "Darfur part 1"
- "Improvisato opus 22"
- "Grey New York"
- "The lycky man – dead"
- "Darfur part 1,5"
- "Always say always"